# Orahovica
För andra betydelser, se Orahovica (olika betydelser).
Orahovica (tyska: Rahotscha) är en stad i landsdelen Slavonien i östra Kroatien. Staden har 5 792 invånare (2001) och ligger i Virovitica-Podravinas län.

## Historia
1228 nämns staden för första gången i ett historiskt dokument signerat av kung Andreas II. 1543 lyckades osmanerna inta staden och behöll sedan kontrollen fram till 1687 då Orahovica återigen inkorporerades i det Habsburgska riket. 